# 宇城市立河江小学校
宇城市立河江小学校（うきしりつ ごうのえしょうがっこう）は、熊本県宇城市小川町新田にある公立小学校。

## 沿革
- 1887年（明治20年） - 川尻小学校、八浜小学校を合併し、尋常水浜小学校と改称
- 1898年（明治31年） - 河江尋常小学校と改称
- 1941年（昭和16年） - 河江国民学校と改称
- 1947年（昭和22年） - 河江村立河江小学校と改称、河江中学校設置
- 1955年（昭和30年） - 町村合併により益南村立益南西部小学校と改称
- 1958年（昭和33年） - 町村合併により小川町立河江小学校と改称
- 2005年（平成17年） - 町村合併により宇城市立河江小学校と改称

## 関係機関
- 宇城市立小川中学校